# Revista Brasileira de Biblioteconomia e Documentação
A Revista Brasileira de Biblioteconomia e Documentação é um periódico brasileiro especializado em divulgação da literatura acadêmica sobre biblioteconomia e documentação.

## História
Foi criada em 1971 pela Federação Brasileira de Associações de Bibliotecários, Cientistas da Informação e Instituições, cuja impressão veio após convênio com o Instituto Nacional do Livro, então órgão do governo brasileiro para as políticas do livro e leitura. A primeira edição foi lançada em janeiro de 1973.